# Età georgiana
L'età georgiana fu un periodo della storia dell'Inghilterra, di norma definito come l'epoca storica che va dal regno di Giorgio I a quello di Giorgio IV, fra il 1714 e il 1830, ricomprendendovi, cioè, anche il sub-periodo della cosiddetta reggenza inglese, quella in cui Giorgio IV regnò, come Principe di Galles, durante l'infermità di suo padre, Giorgio III.
Il termine "georgiano" è usato, di norma, nel contesto dell'architettura britannica (una temperie stilistica nota come architettura georgiana) e nell'ambito della storia culturale e sociale dell'Inghilterra.

## Le arti

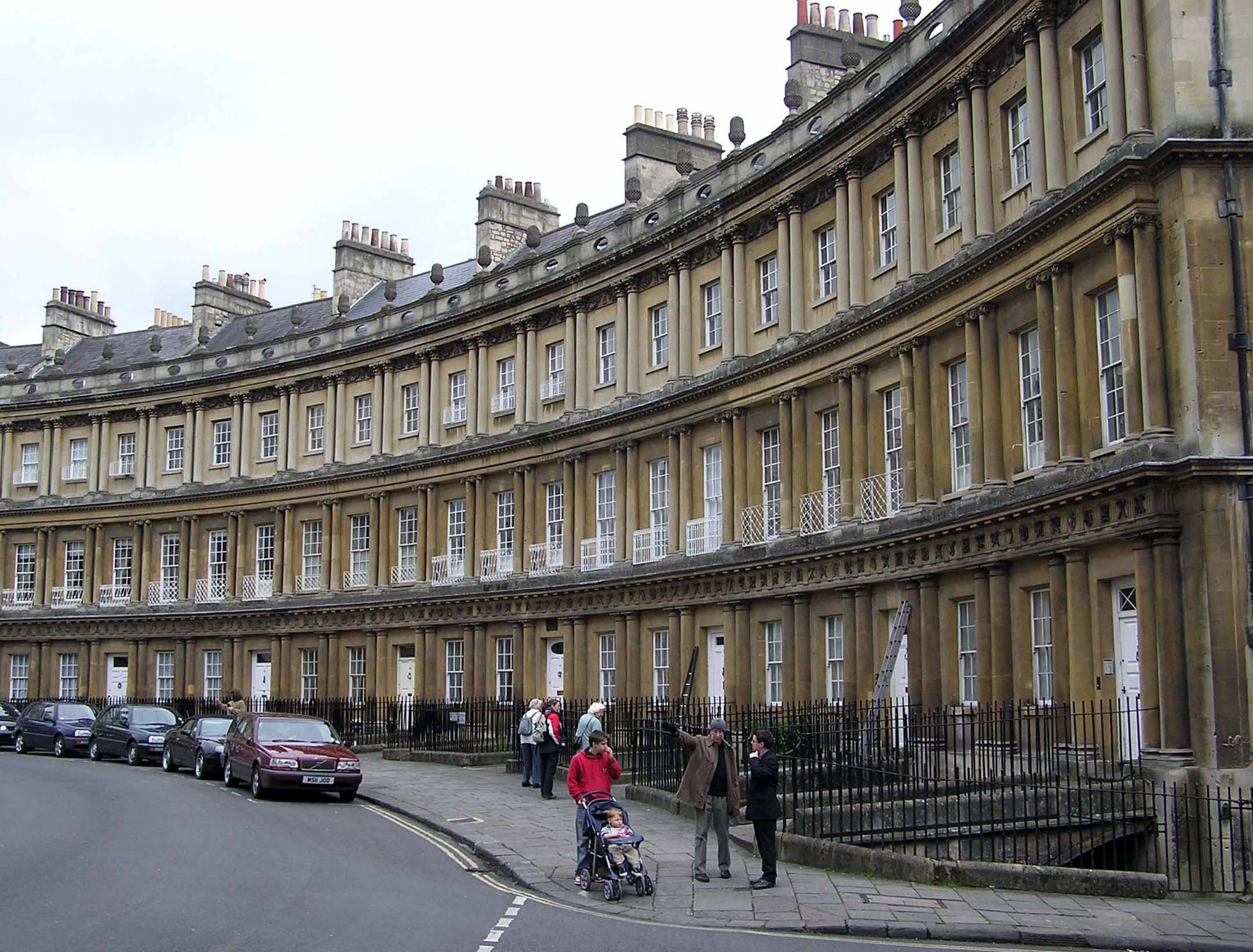
Il Circus, classico esempio di architettura georgiana a Bath

Soprattutto intorno alla metà del XVIII secolo si ebbero interessanti fermenti culturali, con la fondazione del British Museum nel 1753, e le opere di importanti uomini come Samuel Johnson, William Hogarth, Samuel Richardson e Georg Friedrich Händel, solo per citarne alcuni.
La società georgiana e le sue preoccupazioni furono ben tratteggiate nei romanzi di Henry Fielding e Jane Austen, caratterizzate nelle architetture di Robert Adam, John Nash e James Wyatt con l'emergere dello stile neogotico, quale ritorno all'età dell'oro dell'architettura britannica.
La fioritura delle arti emerse in maniera vivace dalle opere dei poeti romantici come Samuel Taylor Coleridge, William Wordsworth, Percy Bysshe Shelley, William Blake, John Keats e Lord Byron. I loro lavori annunziarono la nascita di una nuova era della poesia, caratterizzata da un linguaggio vivace e colorito, evocativo di ideali elevati.
Le pitture di Thomas Gainsborough, Joshua Reynolds e dei giovani William Turner e John Constable illustrarono i cambiamenti dell'età georgiana, così come fece il disegnatore Capability Brown nel disegno del paesaggio.

## Mutazioni sociali
In quel periodo si realizzò, in Gran Bretagna ed in altre parti dell'impero britannico, un'enorme rivoluzione sociale.
Le riforme sociali di quell'epoca presero firma sotto i governi di politici come Robert Peel e attivisti come William Wilberforce e Thomas Clarkson. Essi iniziarono ad operare per apportare importanti cambiamenti in aree come l'abolizione della schiavitù, la riforma delle prigioni e la giustizia sociale. Una rinascita del Cristianesimo fece capolino nella Chiesa anglicana per merito di John Wesley (poi fondatore del metodismo) e John Newton, in un'epoca in cui si assiste al sorgere di non conformisti come George Whitefield ed altri gruppi dissenzienti.
Filantropi e scrittori come Hannah More, Thomas Coram, Robert Raikes e Beilby Porteus, vescovo di Londra, iniziarono a pensare a iniziative sociali come la fondazione di ospedali, l'attivazione scuole domenicali e l'apertura di orfanotrofi.
La perdita delle colonie americane, a seguito della guerra d'indipendenza, fu considerata alla stregua di un disastro nazionale. In Europa, le guerre napoleoniche, che durarono per oltre 25 anni, fecero emergere figure di statisti ed eroi nazionali,  come il duca di Wellington e l'ammiraglio Horatio Nelson.
L'espansione dell'Iimpero britannico diede fama agli statisti e a esploratori come Robert Clive e il capitano James Cook e pose le basi per la nascita dell'Era vittoriana e di quella edoardiana, che sarebbero poi seguite.

## Politica e rivoluzione sociale
Con la fine delle guerre contro la Francia, il Regno Unito entrò in un periodo di grande depressione economica e di incertezza politica, caratterizzato da scontento sociale e insoddisfazione. Il partito radicale pubblicò un manifesto dal titolo The Political Register, noto anche come "The Two Penny Trash" indirizzato ai suoi rivali politici. I cosiddetti Blanketeers, (filatori) parteciparono in oltre 400 ad una marcia di protesta da Manchester a Londra, nel marzo del 1817, per presentare una petizione al governo. I luddisti danneggiarono e distrussero macchinari nelle zone industriali del nord-ovest dell'Inghilterra. Il massacro di Peterloo del 1819, ebbe inizio dalla protesta, che vide la partecipazione di 60.000 manifestanti, contro le loro miserevoli condizioni di vita. Essa venne però stroncata da una repressione militare che causò 11 vittime e circa 400 feriti. La Cato Street Conspiracy del 1820 tentò di rovesciare il governo e assalire la Torre di Londra, ma il piano venne sventato ed i cospiratori furono condannati a morte o deportati in Australia.

## Cronologia dell'età georgiana
- 1714: Salita al trono di Giorgio I.
- 1715: Il partito Whig vince le elezioni parlamentari del 1715.
- 1727: Salita al trono di Giorgio II.
- 1746: Fine dell'insurrezione giacobita nella Battaglia di Culloden.
- 1756 - 1763: Guerra dei sette anni.
- 1760: Salita al trono di Giorgio III.
- 1765: Stamp Act 1765 proclamato dal Parlamento britannico.
- 1775: La guerra d'indipendenza americana inizia con l'insurrezione delle tredici colonie.
- 1783: La Gran Bretagna riconosce gli Stati Uniti d'America con il Trattato di Parigi firmato da David Hartley rappresentante di Giorgio III.
- 1811: Giorgio IV inizia i suoi nove anni di reggenza come Principe di Galles.
- 1815: Napoleone viene sconfitto dalla settima coalizione nella Battaglia di Waterloo.
- 1819: Massacro di Peterloo
- 1820: Morte di Giorgio III. Salita al trono di Giorgio IV.
- 1830: Morte di Giorgio IV. Fine dell'età georgiana.